# Tomaž Dolar
Tomaž Dolar (né le 27 octobre 1966) est un ancien sauteur à ski yougoslave.

## Palmarès

### Jeux Olympiques
| Épreuve / Édition | Sarajevo 1984 |
| Grand Tremplin    | 11e           |

### Championnats du monde
| Épreuve / Édition | Engelberg 1984 | Seefeld 1985 |
| Petit Tremplin    |                | 41e          |
| Par Equipes       | 5e             |              |

### Coupe du monde
- Meilleur classement final: 57e en 1985.
- Meilleur résultat: 12e.